# Зборжевский, Наркиз Альбертович
Нарки́з Альбе́ртович Зборже́вский (пол. Narcyz Zborzewski; 1821 — около 1890) — российский архитектор польского происхождения.

## Биография
Родился в 1821 году. С 1835 года — ученик Императорской академии художеств в Санкт-Петербурге, в 1838 получил звание свободного художника архитектуры. В 1842 году подал прошение о переводе его в Москву, которое было удовлетворено. В Москве работал помощником у архитектора Александра Степановича Никитина, который дал Зборжевскому превосходную характеристику. В 1844 году получил от Императорской Академии художеств звание «назначенного в академики», после чего работал городским архитектором Пятигорска. В 1846—1849 годах спроектировал перестройку и расширение церкви Рождества Пресвятой Богородицы в Старом Симонове, у которой возвёл новые приделы и перестроил колокольню. С 1850 года (по другим данным — с конца 1850-х годов) работал в Варшаве, где построил Петербургский вокзал (уничтожен в начале августа 1915 года). С 1862 по 1866 годы (по другим данным — в 1863 году) — городовой архитектор Томска. После этого работал в Кутаисе, а с 1872 году — снова в Москве, архитектором при городской управе сверх штата. Умер после 1890 года.

## Здания и сооружения
- Петербургский вокзал в Варшаве (1859—1861, не сохранился)
- Дом Тарусина в Большом Воздвиженском переулке в Москве (1874, не сохранился)
- Храм Успения Богородицы на Остоженке в Москве (1877—1878, не сохранился)
- Храм в имении Мураново Дмитровского уезда (1878)
- Дворовые строения в Алексеевском монастыре в Москве (1879)
- Церковь погоста Пружки Богородского уезда (1880-е)

По поводу авторства большинства из приписываемых Зборжевскому церковных зданий в Москве у исследователей нет однозначной уверенности, поскольку в архивных документах фамилия «Зборжевский» упоминается многократно, но всякий раз без инициалов, поэтому предположительно часть из них могла быть построена его младшим братом Александром.